# Burg Geiersberg (Lebing)
Die Burg Geiersberg (Geyersberg) war eine kleine Höhenburg oberhalb des Naarntals in der Ortschaft Oberlebing in Allerheiligen im Mühlkreis in Oberösterreich. Der Burgstall erhielt sich im Mischwald 250 m östlich von Gehöft Reifegger (Raffecker), Oberlebing Nr. 9.

## Geschichte

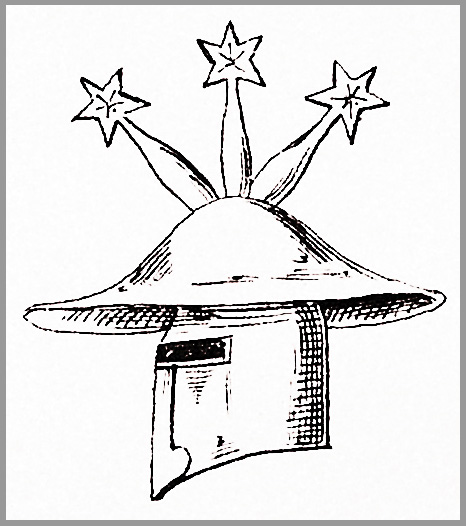
Oederwappen

Im 12. Jahrhundert nannten sich Gefolgsleute der Herren von Lengenbach und später der Herren von Kuenring von der  Burg Windegg schon als 'Öder von Geiersberg'. Sie hatten ihren Stammsitz auf der kleinen Burg Geiersberg in Oberlebing in der Nähe des heutigen Gehöftes Reifegger. 1265 scheint mit Miles nomine hertwicus dictus de Oede ein Angehöriger der Öder urkundlich auf. Hertwig und Ehefrau Diemuth ihr Sohn war Heinrich I. Öder zu Geiersberg (* 1267; † 1301).
Die Nachkommen der Öder begründeten später drei Linien: Die 'Öder von Siegenhofen' mit Ansitz Siegenhofen, nun Gehöft Singhofer, Kriechbaum Nr. 6. Die 'Öder von Kriechbaum' mit Ansitz Kriechbaum, auch Schloss Kriechbaum, nun Mayergut, Kriechbaum Nr. 1. Die 'Öder von Windegg und Schwertberg'.
Um 1417 war Geiersberg im Besitz des Stephan von Ludmannsdorf, der mit seiner Frau Margarete, Tochter des Grafen von Falkenstein, dort wohnte. Die Burg wurde im Jahr 1418 überfallen und niedergebrannt. Die Quadersteine der Burg sollen zum Aufbau der Kirche in Allerheiligen verwendet worden sein.

## Beschreibung
Die Kleinburg Geiersberg lag 140 Höhenmeter über dem Naarntal auf einem Geländesporn zwischen Auersbach und Naarnfluss. Erhalten blieb der Burgstall. Er liegt im Mischwald 250 m östlich des Gehöftes Reifegger (Raffecker), dem ehemaligen Meierhof Gut am Vordern Geiersberg (1300 Hub auf dem Geiersberg). Der bäuerliche Zufahrtsweg führt leicht bergab zum Burgstall. Erkennbar sind ein stark verschliffener äußerer Halsgraben, ein kleines Vorburgplateau, ein weniger verschliffener innerer Halsgraben, ein rechteckiges kleines Burgplateau, dahinter Steilabfälle. Bodenfunde und Mauerreste kamen bei Grabungen von Leopold Josef Mayböck zutage. Privatbesitz. Kein Denkmalschutz.

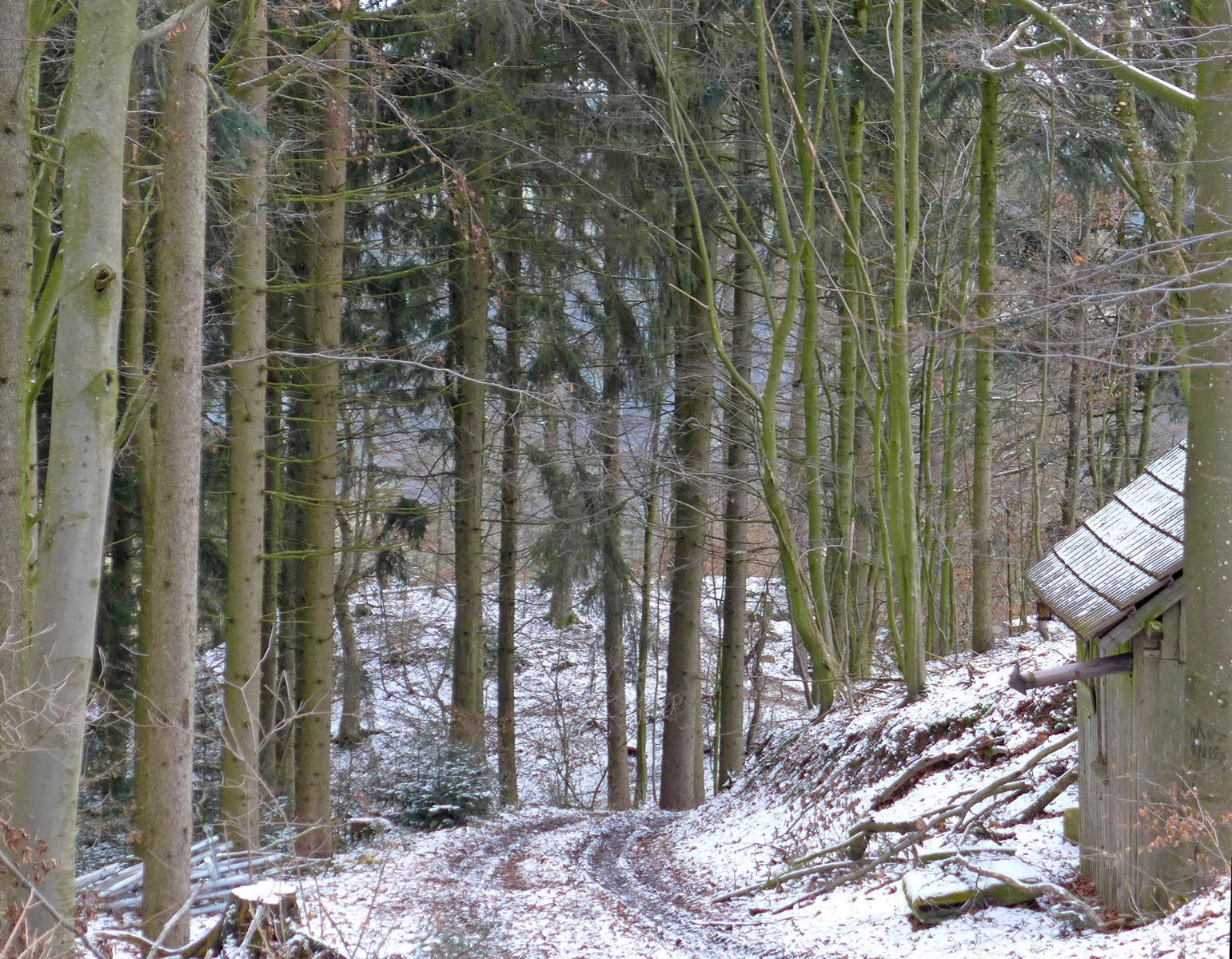
Zufahrtsweg Geiersberg
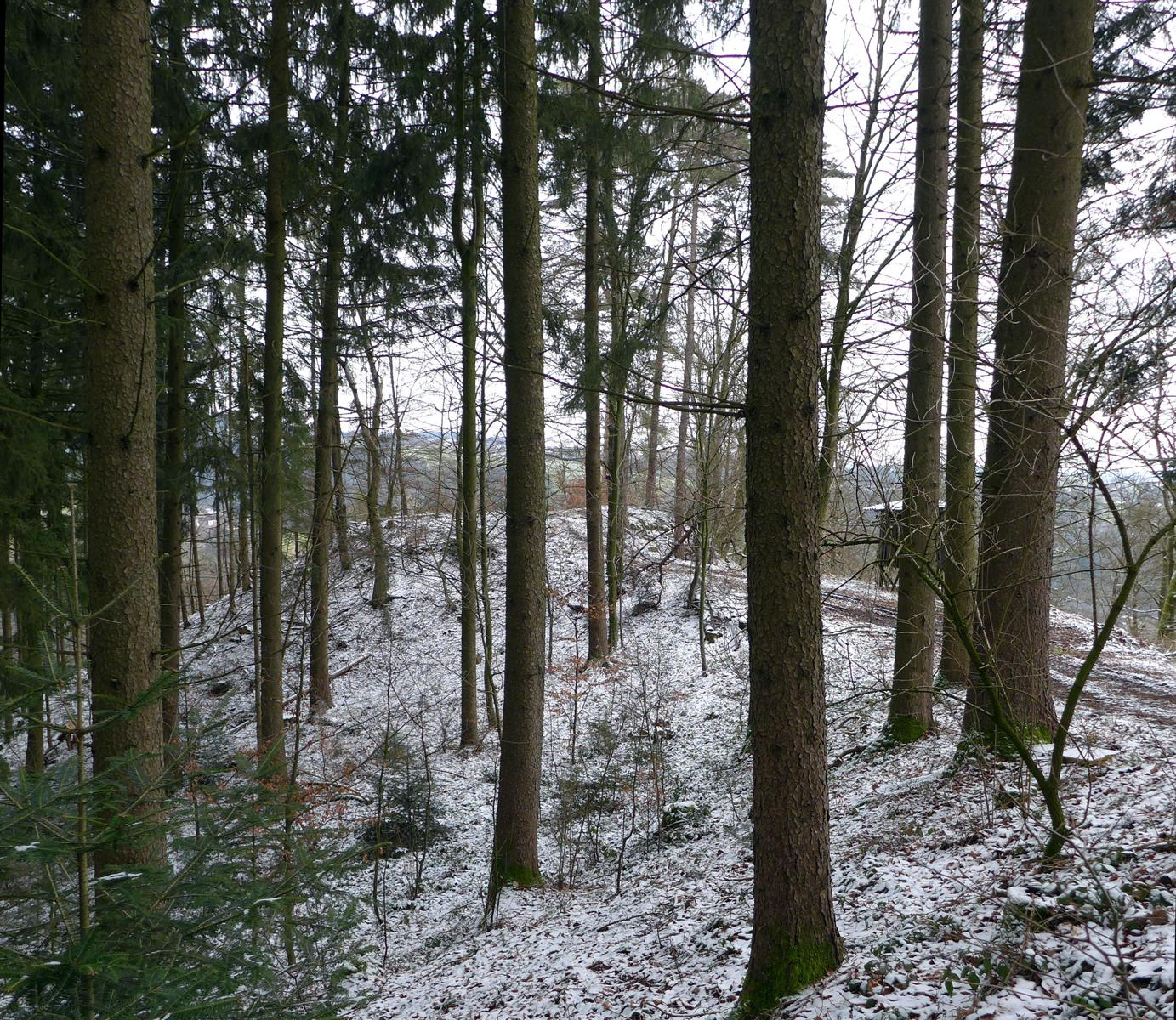
Hinten Burgplateau. Vorne aufgefüllter Halsgraben
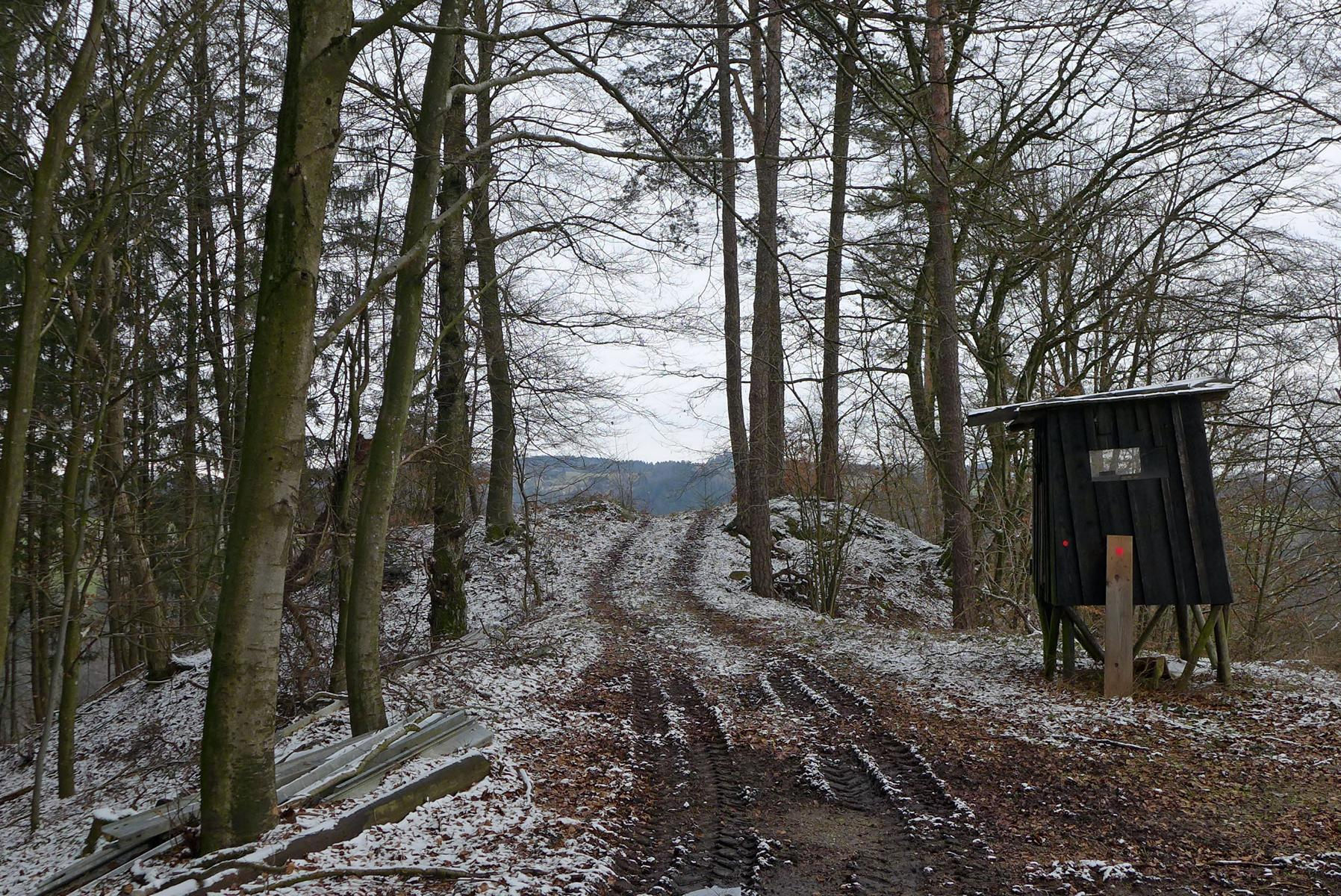
Hinten Burgplateau. Vorne aufgefüllter Halsgraben
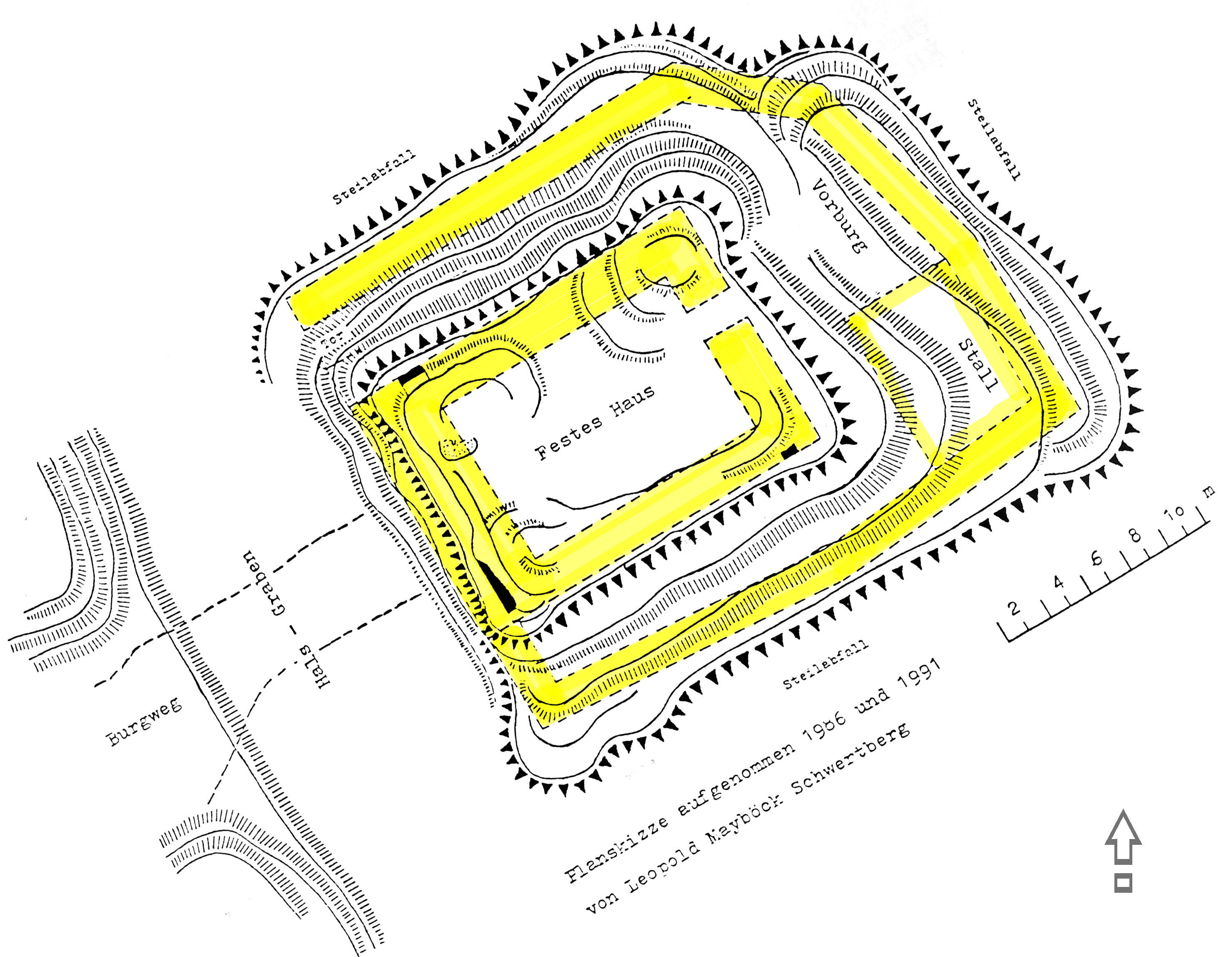
Lageskizze von Leopold Josef Mayböck
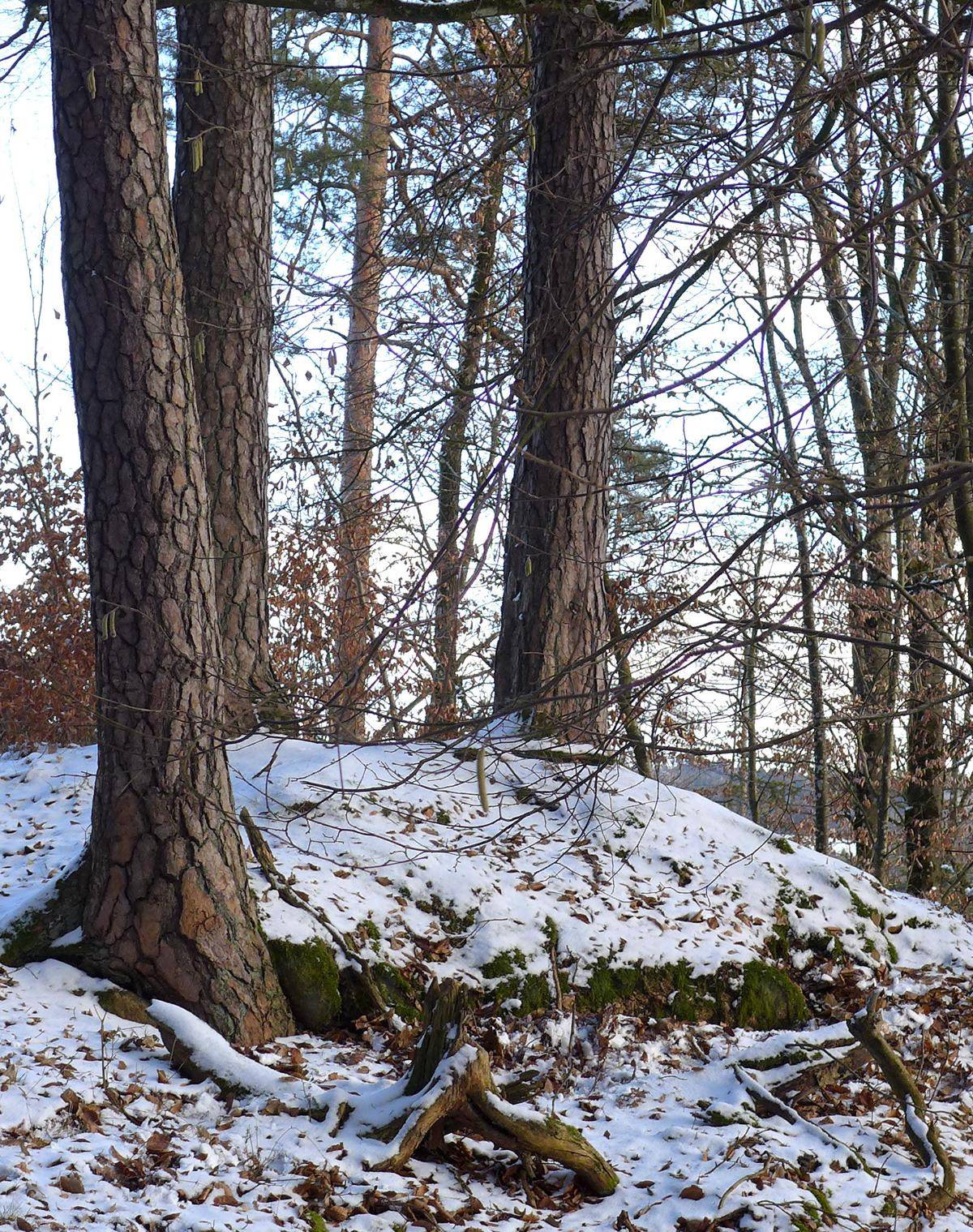
Mauerrest. Südliche Ecke des Festen Hauses

## Sage zu Judenleiten
Zufolge einer Sage, die immer wieder auftaucht, soll der Besitzer von Geiersberg ein Jude gewesen sein, weshalb die nahe Ortschaft als Judenleiten bezeichnet wurde, wo es auch eine Judenschule im Berghäusl Nr. 7 gegeben haben soll.
Die Sage tradiert hier das falsche volksetymologische Verständnis Judenleute für Judenleiten. Richtigerweise beinhaltet der Begriff Judenleiten die Umformung vom mittelhochdeutschen Jugent = Abhang bei/mit einem Jungwald.